# Toepolev Tu-110
De Toepolev Tu-110 (Russisch: Туполев Ту-110) (NAVO-codenaam: Cooker) was een prototype verkeersvliegtuig gebouwd door het Toepolev vliegtuigontwerpbureau. De Tu-110 was in feite een versie van de Toepolev Tu-104 met vier Lyulka AL-7 motoren in plaats van twee Mikoelin AM-3M-500 motoren. De Tu-110 maakte zijn eerste vlucht in 1957 maar werd nooit in gebruik genomen door Aeroflot. Alle gebouwde exemplaren zijn later door de Sovjetluchtmacht gebruikt als vliegende laboratoria.
Bommenwerpers: TB-1 · TB-3 · Tu-2 · Tu-4 · Tu-14 · Tu-16 · Tu-20 · Tu-22 · Tu-22M · Tu-26 · Tu-95 · Tu-126 · Tu-160

Gevechtsvliegtuigen: R-6 · Tu-28 · Tu-128  —  Verkenningsvliegtuigen: Tu-95 · Tu-142

Verkeersvliegtuigen: Tu-104 · Tu-114 · Tu-124 · Tu-134 · Tu-144 · Tu-154 · Tu-204 · Tu-214 · Tu-244 · Tu-334 · Tu-444

Overig/Experimenteel: ANT-1 · ANT-2 · ANT-4 · ANT-7 · ANT-16 · ANT-20 · ANT-58 · ANT-103 · Tu-70 · Tu-72 · Tu-75 · Tu-80 · Tu-85 · Tu-91 · Tu-96 · Tu-98 · Tu-102 · Tu-105 · Tu-107 · Tu-110 · Tu-116 · Tu-119 · Tu-125 · Tu-155 · Tu-156 · Tu-206 · Tu-216